# Список министров Украины по вопросам чрезвычайных ситуаций и по делам защиты населения от последствий Чернобыльской катастрофы
Список руководителей Министерства Украины по вопросам чрезвычайных ситуаций и по делам защиты населения от последствий Чернобыльской катастрофы.
| #     | Имя               | Полномочия       | Полномочия       | Действующий глава государства  |
| #     | Имя               | Начало           | Окончание        | Действующий глава государства  |
| ----- | ----------------- | ---------------- | ---------------- | ------------------------------ |
| 1     | Георгий Готовчиц  | 24 августа 1991  | 31 декабря 1994  | Леонид Кравчук, Леонид Кучма   |
| 2     | Владимир Холоша   | 31 декабря 1994  | 31 августа 1996  | Леонид Кучма                   |
| 3     | Валерий Кальченко | 31 августа 1996  | 8 февраля 1999   | Леонид Кучма                   |
| 4     | Василий Дурдинец  | 8 февраля 1999   | 30 ноября 2002   | Леонид Кучма                   |
| 5     | Григорий Рева     | 30 ноября 2002   | 4 февраля 2005   | Леонид Кучма, Виктор Ющенко    |
| 6     | Давид Жвания      | 4 февраля 2005   | 27 сентября 2005 | Виктор Ющенко                  |
| 7     | Виктор Балога     | 27 сентября 2005 | 15 сентября 2006 | Виктор Ющенко                  |
| 8     | Нестор Шуфрич     | 15 сентября 2006 | 18 декабря 2007  | Виктор Ющенко                  |
| 9     | Владимир Шандра   | 18 декабря 2007  | 11 марта 2010    | Виктор Ющенко, Виктор Янукович |
| 10    | Нестор Шуфрич     | 11 марта 2010    | 10 июля 2010     | Виктор Янукович                |
| и. о. | Владимир Антонец  | 12 июля 2010     | 12 ноября 2010   | Виктор Янукович                |
| 11    | Виктор Балога     | 12 ноября 2010   | 24 декабря 2012  | Виктор Янукович                |